# Anàleg de la carn

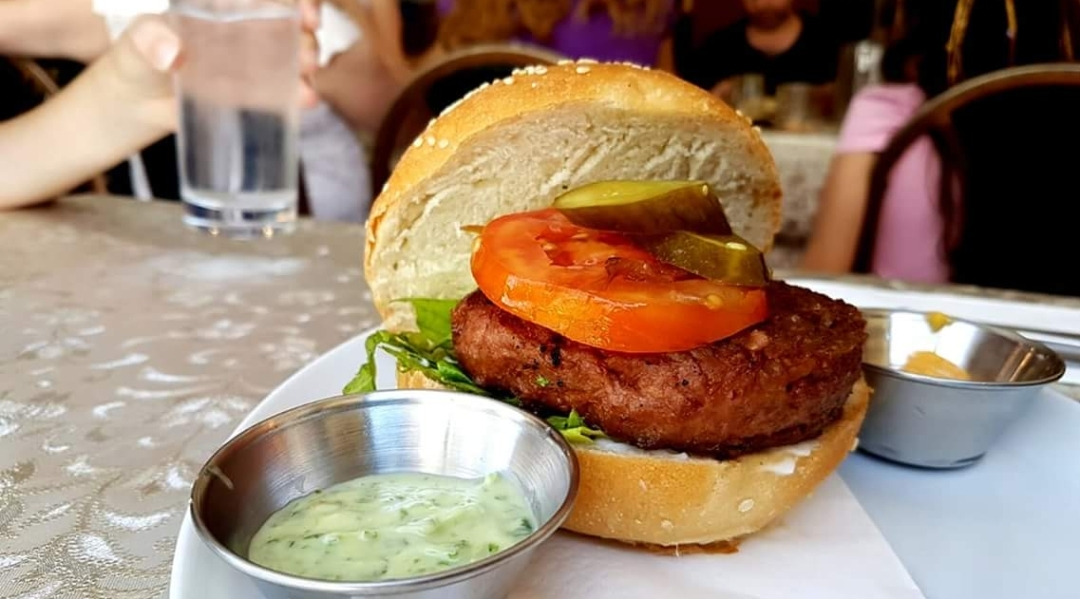
Hamburguesa de la casa comercial Beyond Meat.

L'anàleg de la carn és un producte alimentari substitutiu de la carn que s'hi aproxima per la seva aparença i/o qualitats químiques, però preparat amb ingredients que no contenen proteïna animal. Les proteïnes de procedència vegetal solen ser la matèria primera per als productes anàlegs a la carn. Tot i així, algues, llevats, fongs i bacteris també presenten un ampli ventall d'avantatges nutricionals, donant lloc a productes similars.
Des de l'aparició de la caça fins a l'actual concepció de la indústria càrnia moderna s'observa un augment del consum i de la producció de carn en la població, deguda als avenços en la tecnologia agrícola i la intensificació de la ramaderia que augmenten la seva rendibilitat. Per tant, a les nacions desenvolupades, la carn és relativament barata i accessible. Tot i que acostuma a ser beneficiós per a la satisfacció del consumidor, la producció intensiva de carn té efectes externs negatius en la salut pública, el medi ambient i el benestar animal; detonants que han derivat en l'eixida d'alternatives com els anàlegs per intentar assortir l'excessiva demanda que es preveu.
Actualment, hi ha una àmplia gamma de productes anàlegs a la carn al mercat, que estan guanyant popularitat entre els consumidors, conscients de la petjada ecològica del consum carni i de l'extensió de noves dietes. A més a més, per grups socials que segueixen religions com l'Islam o el judaisme que prohibeixen la ingesta de certs tipus de carn és comú consumir aliments anàlegs a la carn.

## Història
El consum de carn data aproximadament de fa 3 o 4 milions d'anys, període en què alguns dels avantpassats homínids van iniciar la transició de l'estil de vida nòmada al sedentarisme. Aquests canvis s'afegien a molts d'altres, com el canvi del clima humit a més sec i de l'expansió d'espècies animals de pastura, que va dur a un canvi de patró d'ingesta d'aliments on la principal font d'energia i gran part dels nutrients provenien d'aliments d'origen animal. Degut als canvis als quals l'espècie ha estat exposada, l'organisme ha generat una dependència a certs aliments procedents d'animals per obtenir proteïnes, vitamina B12, ferro o zinc, micronutrients importants per a la salut i la prevenció de malalties. Per altra banda, també s'ha demostrat que la falta de carn en la dieta pot generar problemes de funcionalitat cerebral sobretot en infants i gent gran.
En quant al moviment vegetarià vist des del vessant de la no-violència cap als animals, el primer testimoni data del segle VI a.C. a l'antiga Índia i l'antiga Grècia i els primers anàlegs daten aproximadament del 965 a Àsia, derivats de la soja com el tofu o el tempeh, o del blat com el seitan. No va ser fins a mitjans del segle XX que es van començar a popularitzar aquests productes, que s'englobaven sota el nom de proteïna vegetal texturitzada. Al segle XXI, les alternatives a la carn han guanyat més importància degut a la demanda dels consumidors d'una dieta més saludable i més sostenible. En l'última dècada, les millores en ciència i tecnologia dels aliments han permès crear anàlegs a la carn que mimetitzen el gust, la textura, l'aparença i fins i tot la funcionalitat de la carn d'origen animal.
El concepte de carn cultivada va ser pensat per primer cop per Frederick Edwin Smith l'any 1930 en el seu llibre "The World in 2030". L'any 2013, Mark Post va desenvolupar la primera hamburguesa in vitro en un laboratori.

## Impacte de la producció de carn
La producció d’aliments d’origen animal és una de les indústries que més impacten en el canvi climàtic, ja que els recursos necessaris per aquesta generen una elevada petjada hídrica i ecològica, l'explotació considerable del sòl i l'excessiva emissió de gasos d'efecte hivernacle.
Segons l’informe de la FAO el 2020, el consum mundial de carn per càpita és de 43.22kg l’any. Segons el tipus de carn que es consumeix, un 16.02kg és carn de porc, 14.99kg engloba l'aviram i un 9.32kg a vedella.
D'acord amb un estudi del 2021, la indústria càrnia representa el 57% d’emissions de gasos d’efecte hivernacle. Alguns dels efectes ambientals que s'han associat a la producció de carn (per ramaderia extensiva, producció ramadera intensiva, ramadera de subsistència, ramaderia ecològica, la caça i la pesca) són la contaminació per l'ús de combustibles fòssils, el metà animal, els residus d'efluents i el consum d'aigua i sòl. L’augment de població mundial durant les últimes dècades també és un dels factors que han tingut més impacte en l’increment d’emissions i contaminació provinent de la producció de carn, que deriva també una disminució de la biodiversitat.
Es calcula que el creixement demogràfic i el consegüent augment de la demanda mundial de productes carnis haurà augmentant un 70% pel 2050, el que comportarà greus problemes mediambientals.
El determinant mediambiental i la demanda no són els únics motius que causen impacte en l'opinió pública. L'any 1944 es va establir als Estats Units The Vegan Society, una organització que promocionava el veganisme, ideologia que es basa en l'eliminació de qualsevol forma d'explotació i maltractament animal, de forma que s'exclou qualsevol aliment i derivat d'origen animal de la dieta. Tot i que aquesta ideologia ja mostra evidències entre els seguidors del janisme des de temps de l'antiga Índia, recentment el veganisme està en expansió en moltes regions del món on és tradició el consum de carn. 
Les raons principals del canvi a una dieta on s'inclouen els anàlegs de la carn són múltiples, tant la idea dels beneficis en la salut i la disminució de les probabilitats de patir malalties com càncer o diabetis, el benestar animal, la reducció de les emissions de carboni de la indústria càrnia, o l'aparició de resistències a antibiòtics. Aquest conjunt d'idees ha donat lloc a un increment de la indústria vegana i vegetariana, que pretén suplir les mancances nutricionals d'aquesta dieta i la voluntat dels consumidors de tenir a l'abast productes similars als de consum tradicional però que s'inclouen dins de les bases del veganisme.

## Tipus d'anàlegs de la carn
Per obtenir un aliment amb un resultat nutricional, gust i/o textura semblant a la carn però de composició no animal existeixen diferents fonts naturals per dur-ho a terme: a base vegetals, insectes o fongs; o bé sintetitzar-la de novo, com és el cas de la carn cultivada. Socialment i al mercat, les alternatives que més s'han estès fins al moment són les d'origen vegetal (tofu, tempeh, seitan) o fúngic (Quorn).

### A base de proteïna vegetal
Els productes alternatius a la proteïna animal obtinguts a partir de vegetals utilitzen una gran varietat de fonts de proteïnes i es poden dividir entre els que deriven de la soja, com són el tofu o la heura, els quals es consideren ideals per consumidors amb intoleràncies a la lactosa o al gluten; els basats en llegums i lleguminoses, rics en fibra també però poden ser deficients en aminoàcids essencials com metionina o cisteïna; i els de la proteïna del blat o gluten, com el seitan, font que proporciona més calories i relativament menys fibra i contingut proteic que les altres. Altres fonts vegetals poden ser els anomenats pseudo-cereals, com la quinoa, que s'utilitza paral·lelament per aglutinar o com extensor; o els fruits secs o la patata, que també poden processar-se fins a aconseguir unes característiques similars a les de la carn.
Aquests tipus d'anàlegs acostumen a ser físicament semblants als carnis (formes de salsitxa, hamburguesa, nuggets…) i es formen de manera similar: a base d'aigua, proteïnes, sal, espècies, carbohidrats (gomes, fibres, midó, etc.). Normalment, el procediment consisteix en aïllar i funcionalitzar les proteïnes diana -de vegades sotmeses a hidròlisi per millorar la seva solubilitat-, barrejar-les amb ingredients (aigua, greixos vegetals per proporcionar sucositat i tendresa, espècies, colorants i/o farines), i un darrer processament que radica en remodelar (texturitzar) les proteïnes per mitjà de processos com extrusió, amassat o premsat.
La formulació amb la mescla d'ingredients i el processament final són necessaris per formar una textura similar a la de la carn pel que cal afegir substàncies enllaçants de proteïnes, o binders, com metilcel·lulosa (E461), carragenina (E407) o midó modificat per aportar l'emulsió, gelificació i espessament que el producte requereixi. També es pot fer ús d'enzims com la transglutaminasa, malgrat que s'ha demostrat la seva correlació amb el celiaquia. Quant a la proteïna, s'utilitza en la seva forma aïllada, més refinada, però cada cop més de manera concentrada en aplicacions com l'extrusió, doncs el pròxim objectiu per optimitzar aquest tipus de productes és obtenir-lo a partir d'utilitzar menys refinats.

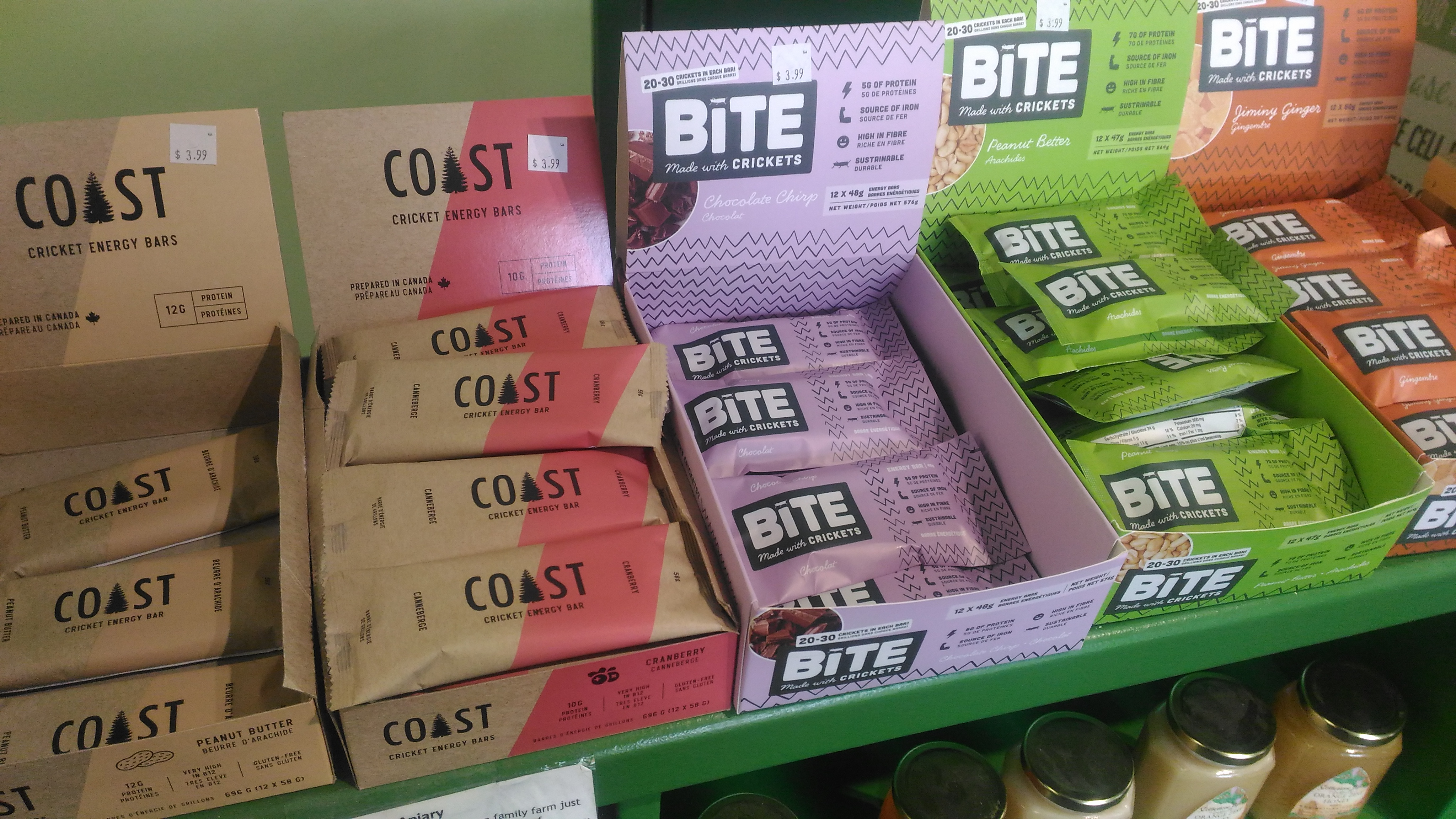
Productes comercials a base d'insectes.

### A base d'insectes
Els insectes també es consideren una font de proteïna i un anàleg de la carn. Han servit al llarg de la història per fer seda dels cucs, cera (d'àpids i de la família Coccidae), tints, mel i colorants (tints vermells de Lacciferidae i Margarodes polonicus); i, tot i que avui en dia consumir insectes no és comú a les societats occidentals, es calcula que arreu del món almenys 2 bilions de persones els consumeixen a la seva dieta habitual. Actualment, fins a 2000 espècies d'insectes són consumides mundialment i exemples ben coneguts com les mosques, marietes o saltamartins posseeixen major contingut proteic que el porc, la vedella o les aus.
En concret, 100g d'insectes aporten gairebé 750kcal i basteix d'alt contingut en greixos -sobretot àcids grassos poliinsaturats-, proteïnes i micronutrients com el ferro, zinc i vitamines; de manera que fa que la font d'energia pot arribar a ser superior o comparable amb la carn o proteïnes vegetals. El contingut proteic varia entre el 50% i el 82% del pes sec i el greix entre el 10% i el 30% segons el tipus d'insecte i de la fase en la que es trobin, ja que a mesura que creixen i deixen enrere la fase larvària disposen de menor contingut proteic.
El consum d'insectes ofereix beneficis mediambientals com ara la reducció dels gasos d'efecte hivernacle, de la producció d'amoníac i de la superfície utilitzada per criar els insectes comparat amb el bestiar, però no tots els insectes són segurs per la ingesta humana. Les barreres legals exigeixen uns mínims de salubritat del producte per poder ser comestibles; com ara les hamburgueses i aperitius a base d'insectes com són els comercialitzats per Essento®.

### A base de fongs
Els anàlegs que s'han pogut obtenir amb èxit pel consum humà a partir de fongs deriven de Fusarium venenatum, un fong filamentós el citoplasma del qual és ric en proteïnes, fibra i àcids grassos poliinsaturats a la membrana cel·lular. El que s'adquireix és la micoproteïna, una forma de proteïna unicel·lular que per cada 100 grams proporciona 85 kcal, 11g dels quals proteïna, 2.9g de greixos (1.8g dels quals són àcids grassos poliinsaturats), 3g de carbohidrats i 25g de fibra.
S'enceta la seva investigació el 1960, arrel d'investigar la viabilitat d'un procés per convertir el midó en proteïnes per mitjà d'una fermentació; i el 1974 es dona amb el microorganisme adient: Fusarium graminearum, l'organisme original que, uns anys més tard, va ser reclassificat com Fusarium venenatum. La seva comercialització comença el 1985 a Gran Bretanya per la marca QuornTM en forma de pastís de "vedella" i fins avui dia s'han anat estenent per Europa i Amèrica del Nord amb altres productes.
El seu abundant contingut en proteïnes i fibra i la seva baixa aportació calòrica, la menor petjada de carboni que suposa la seva producció respecte la càrnia (de 4 a 10 cops menys que la petjada càrnia de pollastre o vedella), i la demostració amb diversos estudis de Quorn de la capacitat de reducció fins a un 14% els nivells de colesterol (LDL) fan de la micoproteïna una alternativa amb molts beneficis a nivell de salut i mediambiental.
Val afegir que aquesta font de proteïna provinent dels fongs pertany també a les anomenades proteïnes unicel·lulars (Single-Cell Protein, SCP), que inclouen aquelles obtingudes de microorganismes unicel·lulars comestibles com ho són també les algues, els llevats i els bacteris. Van sorgir com a alternativa a les obtingudes a partir de vegetals, ja que tenen una sèrie de limitacions (necessitat de regadiu, substrat de CO₂ i tractaments agrícoles per poder realitzar bé la fotosíntesi, susceptibles a plagues, condicions de cultiu molt estrictes, etc) que aquests microorganismes no presenten. Per tant, en un futur podria ser una font més accessible i de més rendiment per cobrir problemes de malnutrició o l'excessiva demanda alimentària.

### Carn cultivada
La carn animal es forma en un 90% per fibres musculars i un 10% restant són teixit adipós i connectiu i vasos sanguinis; i així és com s'ha volgut reproduir in vitro des del 1930 en que es va començar a plantejar la idea de cultivar teixit muscular fora de l’organisme animal del qual pertany. La iniciativa consistia en crear un múscul bio-artificial (BAM, de l'anglès bioartificial muscle) a base de cèl·lules mare (embrionàries, musculars sobretot o bé adultes) amb propòsit alimentari.

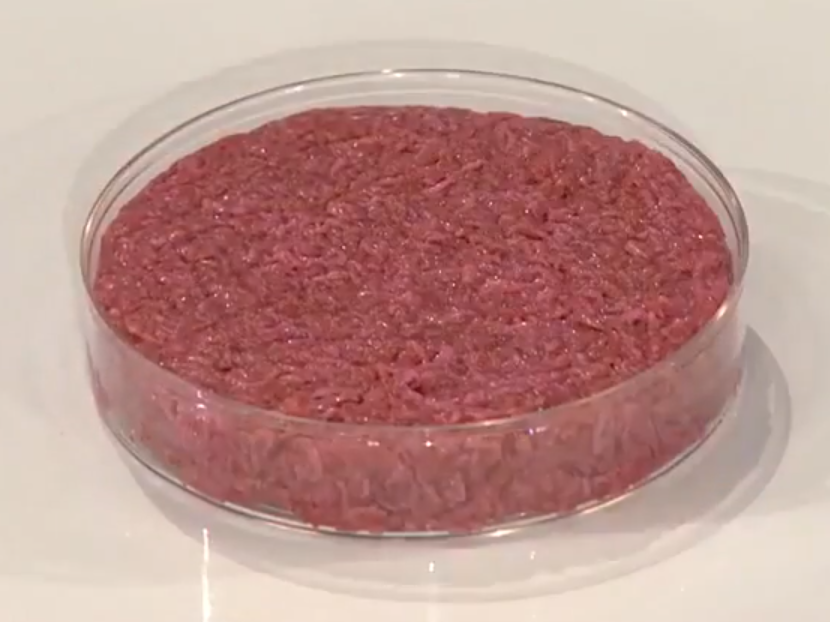
Hamburguesa obtinguda per un cultiu in vitro.

El primer projecte finançat d’aquestes investigacions va arribar de la mà de la NASA l'any 2002 per desenvolupar diverses fonts de proteïna pel consum en astronautes. Avui dia ja s'ha desenvolupat la tecnologia per, al menys, cèl·lules de boví, porc, pollastre, ànec i peix.
La producció de la carn cultivada comença amb l'extracció d'una mostra de cèl·lules mare adultes del múscul d'un animal viu o bé d'un embrió (cèl·lules mare pluripotents, un estadi més indiferenciat per diferenciar-les posteriorment a teixit muscular). Les mostres dels animals més sans i òptims es seleccionen i es cultiven. La manera de fer créixer les cèl·lules mare és en un medi amb nutrient necessari, normalment sèrum boví fetal amb factors de creixement, amb O₂ i temperatura controlats en un incubador.
Per augmentar el número de cèl·lules, es cultiven en un bioreactor i es transfereixen a una matriu fins obtenir la densitat desitjada per poder passar al següent pas: diferenciar-les en un scaffold en 3D (matriu extracel·lular i porosa de polímers biodegradables, per poder ser assimilades pel cos humà, on creixeran les cèl·lules) fins que aconsegueixen madurar en múscul i greix com s'obtindria d’una vaca in vivo. Tot seguit han de formar miotubs (fibres musculars primitives) i es dipositen en un gel, compost un 99% d’aigua, perquè desenvolupin la forma de fibres.
Per produir additius alimentaris, enzims i altres compostos que actuen com agents aromatitzants per imitar el gust i l'olor de la carn de boví la indústria alimentària ja fa servir la fermentació microbiana, un procés més senzill i fàcil de comercialitzar que per enginyeria de teixits de cèl·lules de mamífers.
Tot i que les tecnologies de cultiu de cèl·lules animals com a ingredients alimentaris necessiten grans inversions i es troben encara en fase d'investigació, cada cop resulta un procés més eficient i més barat. El primer prototip d'hamburguesa de vedella va requerir gairebé 2 anys per realitzar-se i amb una despesa de 265,050€. En canvi, la mateixa producció 4 anys més tard va baixar a només 9€. Segons la producció de l'empresa Mosa Meat, una mostra de 0.5g de cèl·lules pot arribar a donar lloc a 80,000 hamburgueses, però alguns estudis demostren que l'energia requerida per cultivar carn in vitro és major que la producció de carn convencional. Altrament, s'ha evidenciat que té el potencial de reduir les emissions de gasos d'efecte hivernacle i l'ús de l'aigua entre un 80 i 90% en comparació amb la producció de carn tradicional; però superen les de les aus de corral.
Malgrat els avantatges de l'agricultura cel·lular, existeixen limitacions relacionades amb la falta de naturalitat del producte (menys acceptació general en els consumidors) i la desconeixença dels riscos que comporta l'enginyeria de teixits i el cultiu de cèl·lules per un fi comestible. La tecnologia futura en les alternatives d'aquest caire també inclou la impressió en 3D de carns a partir d'un software de disseny per ordinador.

## Diferències
Primerament, la sostenibilitat ambiental s'extreu a partir de la recollida de recursos renovables, creació de contaminació i esgotament de recursos no renovables. Si no es poden continuar usant indefinidament, no es poden considerar sostenibles.
Comparant els diferents valors de l'impacte mediambiental trobem les següents diferències:
|                                                 | Aviram     | Làctics    | Basada en cèl·lules | Basada en insectes | Basada en soja | Basada en microproteïna | Basada en gluten |
| ----------------------------------------------- | ---------- | ---------- | ------------------- | ------------------ | -------------- | ----------------------- | ---------------- |
| (a) Recursos utilitzats d'electricitat (MJ)     | 49.78      | 12.27      | 103.5               | 10.762             | 10.002         | 21.32                   | 8.94             |
| Aigua de l'aixeta (Kg)                          | 16.3       | 4.2        | 420                 | 1.34               | 0.73           | 40                      | 0.954            |
| Transport (Km)                                  | 850        | 360        | 110                 | 128.5              | 2791           | 215.45                  | 141.1            |
| (b) GHG i energies no renovables, kg CO₂ eq./kg | 5.2–5.82   | 4.38–4.95  | 23.9–24.64          | 2.83–3.02          | 2.65–2.78      | 5.55–6.15               | 3.59–4.03        |
| Energia no renovable, MJ/Kg                     | 51.64–63.4 | 48.79–59.1 | 290.7–373           | 32.0–40.4          | 27.78–36.9     | 60.07–76.8              | 39.7–49.2        |

A la Taula 1 apareixen representats els recursos utilitzats i els GHGEs emesos de la producció d'1Kg de producte enllestit per menjar que permet comparar les carns tradicionals i els diferents anàlegs. A més a més, s'ha de tenir en compte que aquests valors per la producció d'aviram són relativament similars a la de porc, i en canvi, són molt inferiors als de la carn de vedella i d'ovella. De fet, la producció de carn de vedella es considera la principal contribuent a les emissions de gasos de l'efecte hivernacle de qualsevol indústria.
Hi ha molts autors que estudien la contribució mediambiental dels diferents anàlegs de la carn i és difícil determinar un consens comú. Val a dir, però, que en la producció de carn a base de cèl·lules sí s'ha arribat a uns valors similars. Aquesta requereix de 2 a 10 vegades la quantitat d'energia, molta aigua de l'aixeta i el transport és inferior. Les emissions són molt superiors a les altres proteïnes i també a la carn de pollastre. Per acabar, també té uns valors de l'ús d'energia no renovable molt més alts del que es pensava.
A més a més, s'han realitzat altres estudis per comparar la producció de carn de vedella, porc, aus i la carn basada en cèl·lules. Aquests autors van demostrar que la carn basada en cèl·lules tenia un potencial d'escalfament global similar al de la producció de porc. En canvi, era molt inferior a la producció de carn bovina.
En quant al contingut proteic de la carn tradicional és una font elevada de proteïnes i, en el cas de la carn vermella, també de ferro. Tot seguit, a les taules següents es representen els diferents valors nutricionals dels aliments usats pels anàlegs de la carn.
- Tofu: producte tradicional elaborat majoritàriament amb soja.[31]

| Calories (kcal) | Glúcids (g) | Proteïnes (g) | Greixos (g) | Fibra (g) | Calci (mg) | Ferro (mg) |
| --------------- | ----------- | ------------- | ----------- | --------- | ---------- | ---------- |
| 60              | 1.3         | 11            | 2           | 1.4       | 200        | 2          |

- Tempeh: producte produït mitjançant la fermentació fúngica de la soja.[32]

| Calories (kcal) | Glúcids (g) | Proteïnes (g) | Greixos (g) | Calci (mg) | Ferro (mg) |
| --------------- | ----------- | ------------- | ----------- | ---------- | ---------- |
| 160             | 6.3         | 17            | 9           | 92         | 2          |

El Tempeh conté més proteïnes, fibra i vitamines que el tofu. A més, pot beneficiar la salut digestiva gràcies a que és un aliment fermentat.
- Proteïna vegetal texturitzada: normalment es troba en forma d'aliment processat, congelat o vegetarià.

| Calories (kcal) | Glúcids (g) | Proteïnes (g) | Greixos (g) | Fibra (g) | Ferro (mg) |
| --------------- | ----------- | ------------- | ----------- | --------- | ---------- |
| 93              | 8.7         | 14            | 0.3         | 0.9       | 1.2        |

El producte final és ric en proteïnes i baix en greixos.
- Seitan: fet totalment de gluten hidratat, la proteïna principal que es troba al blat.[cal citació]

| Calories (kcal) | Glúcids (g) | Proteïnes (g) | Greixos (g) | Fibra (g) | Ferro (mg) |
| --------------- | ----------- | ------------- | ----------- | --------- | ---------- |
| 108             | 4.8         | 20            | 1.2         | 1.2       | 8          |

El producte final és ric en proteïnes, baix en carbohidrats i una bona font de ferro.
- Llegums: fonts de proteïna vegetal tradicionals.

| Calories (kcal) | Glúcids (g) | Proteïnes (g) | Greixos (g) | Fibra (g) | Calci (mg) | Ferro (mg) |
| --------------- | ----------- | ------------- | ----------- | --------- | ---------- | ---------- |
| 230             | 40          | 18            | 0.8         | 15.6      | 37.6       | 6.6        |

Són riques en fibra i una gran font vegetariana de ferro.

## Empreses productores d'anàlegs de la carn

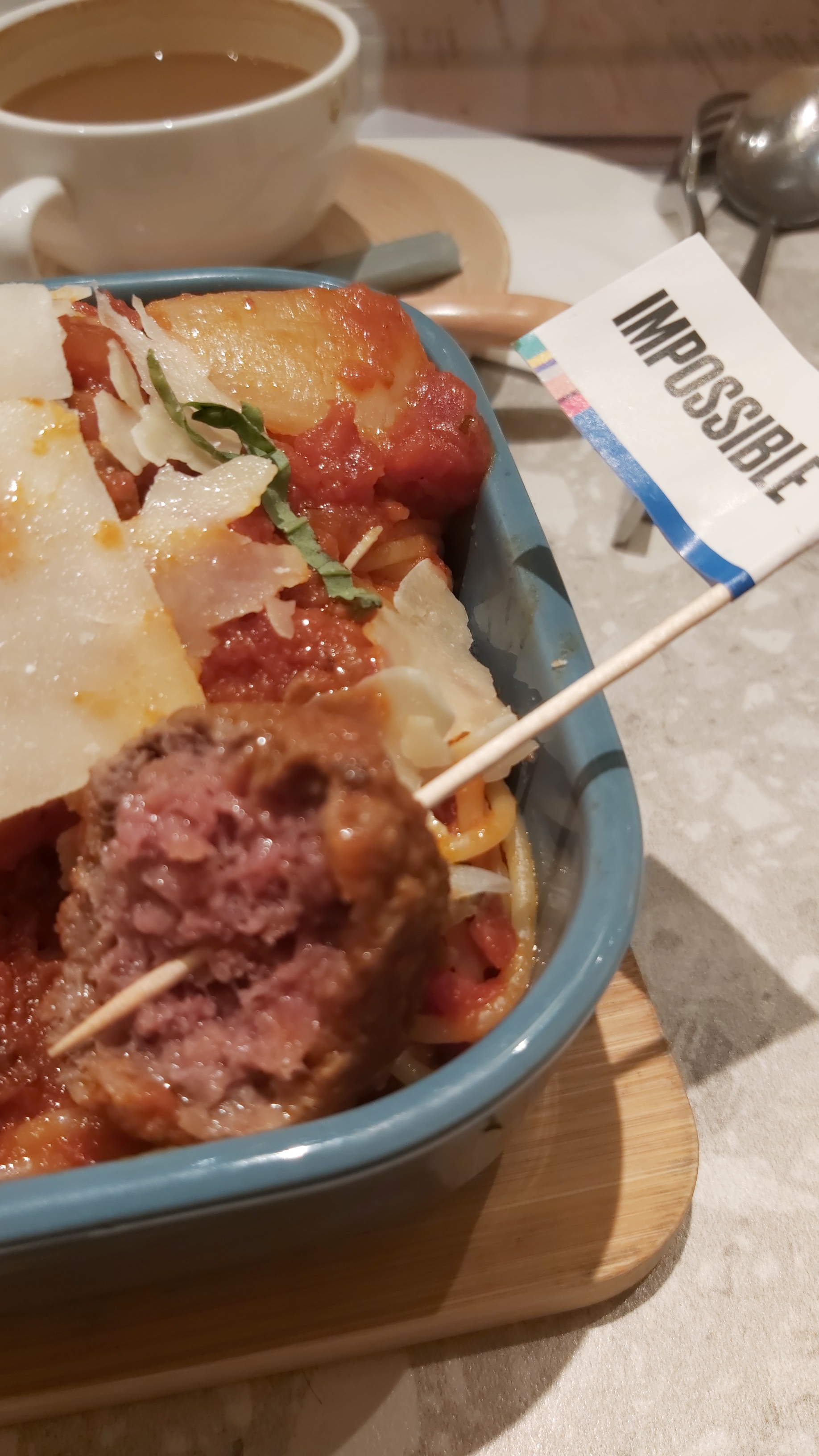
Mandonguilla vegana de la marca Impossible^{TM} en un plat d'espaguetis.

La popularitat dels anàlegs augmenta a mesura que més consumidors busquen alternatives sostenibles a la carn. És degut a aquesta demanda que actualment hi ha empreses que destaquen en la producció d'anàlegs de la carn. En particular Alemanya, França, els Països Baixos, el Regne Unit, Itàlia i Suècia són el principals països on s'està focalitzant gran part de la recerca i desenvolupament de proteïnes alternatives. Europa domina el mercat mundial d'aliments substituts de la carn.
Perquè una alternativa càrnia sigui acceptada i industrialitzada ha de complir requisits de mimetisme i eficiència; i cal destacar que no totes les empreses fan anàlegs de la carn vegans.
En el cas de la producció basada en proteïna vegetal trobem les empreses ImpossibleTM, Beyond Meat, The Tofurky company, Gardein i Boca com les més punteres del mercat. L'empresa Beyond Meat és una de les més recents i els seus productes es comercialitzen com a lliures de transgènics, gluten i soja i són vegans. El seu producte més destacat és l'hamburguesa. Per altra banda, The Tofurky company produeix productes vegans i sense transgènics; però al estar fets amb tofu i gluten de blat no poden ser consumides per persones que facin una dieta sense gluten ni sense soja. Gardein té productes vegans i sense làctics; però no es coneix si contenen ingredients transgènics. Respecte la companyia Boca, aquesta té molts productes que contenen formatge, per tant, no son productes vegans. També inclouen productes amb certificat transgènic i d'altres que no.
En el cas de la producció d'anàleg de la carn basada en microproteïnes es troba l'empresa Quorn. En aquesta companyia, la microproteïna utilitzada prové d'un fong fermentat que es troba al sòl. Els productes poden contenir clara d'ou i gluten de blat. A més, alguns d'ells estan certificats com a transgènics.
Altres empreses que produeixen anàlegs de la carn són MoriningStar Farms, Lightlife i Yves Veggie Cuisine.

## Perspectives de mercat
Estudis sobre les preferències dels consumidors mostren que les principals motivacions que fan que es decantin per una dieta basada en productes vegetals incloent productes anàlegs a la carn en la seva dieta són els beneficis per la salut i el preu dels productes. Per altra banda, els principals obstacles que es troben al mercat dels anàlegs són la neofòbia alimentària i la tradició cultural sobre la carn. És per aquestes demandes que la investigació, el desenvolupament i la innovació futures sobre la formulació i producció d'alternatives càrnies haurien d'abordar els aspectes referits.
Actualment, l'atenció s'ha centrat en el desenvolupament d'anàlegs que recreen la carn convencional en totes les seves sensacions físiques (textura, olor, gust, etc.) però hi ha una creixent demanda dels consumidors de productes amb ingredients més naturals, sostenibles, amb Clean Label i nutritius. En general, la població no farà l'esforç de canviar la seva dieta sense una promesa de beneficis per a la salut, socials o econòmics. Però aquests beneficis són molt complicats d'assolir, ja que s'ha de tenir en compte les externalitats ambientals i la competència; no només dins del sector sinó també el de la carn.
Segons molts autors, tant la producció animal com la de cultius agrícoles estan arribant als seus límits. Els de la producció animal son principalment les tecnologies. En canvi, la producció intensiva de cultius requereix un ús excessiu de pesticides. Per tant, les fonts de proteïnes es poden substituir per aliments que en la dieta tradicional no es consumeixen.
L'anàleg de la carn basat en insectes promet un molt bon futur, ja que és una font molt alta de proteïnes per a l'alimentació humana. A més a més, contenen vitamines, àcids grassos insaturats i minerals. Així mateix, contribuirien a mantenir el medi ambient i generar menys contaminació que la de la producció ramadera. El problema del consum d'aquest tipus d'anàleg és la percepció que hi ha dels insectes com aliment.